# Tonge (Kent)
Tonge – wieś w Anglii, w hrabstwie Kent, w dystrykcie Swale. Leży 19 km na północny wschód od miasta Maidstone i 66 km na wschód od centrum Londynu.